# Dora Venter
Dora Venter (ur. 1 października 1976 w Budapeszcie) – węgierska aktorka występująca w filmach pornograficznych.

## Życiorys

### Wczesne lata
Po studiach rozpoczęła pracę jako pielęgniarka na oddziale intensywnej opieki w szpitalu, ale z powodu słabych zarobków postanowiła spróbować swoich sił w branży porno. W 1999 roku skontaktowała się z agentem w Budapeszcie, który specjalizował się w pozyskiwaniu kobiet pracujących w filmach dla dorosłych.

### Kariera
Debiutowała w niemieckiej produkcji Nilsa Molitora i pojawiła na dorocznym Festiwalu Hots d’or w Cannes. Kolejne filmy realizowała w Szwecji w reżyserii Mike’a Becka pod pseudonimem Claudia Wennström. Zagrała w produkcjach nakręconych w całej Europie. Występowała w szwedzkich, włoskich, niemieckich, francuskich i węgierskich filmach głównie w reżyserii Kovácsa "Kovi'ego" Istvánnala. W 2005 roku podpisała umowę na wyłączność z Private Media Group i brała udział w ekranizacji trylogii X Private Chateau.
Podczas Festiwalu Filmowego w Barcelonie w 2003 dostała nominację do nagrody Ninfy 2003 w kategorii Najlepsze odkrycie za rolę Laury w katalońskiej produkcji Conrada Sona Laura sama w domu (Laura is Alone, 2003). Rok później za rolę Laury w katalońskim filmie Conrada Sona La Memoria de los peces (La mémoire des poissons, 2004) otrzymała Ninfę 2004. Jej partnerami na ekranie byli m.in.: Lea De Mae, Mandy Bright, Nikky Blond, Rita Faltoyano, Sandra Romain, Silvia Saint, Andrea Moranty, Christoph Clark, David Perry, Erik Everhard, Fausto Moreno, Francesco Malcom, Frank Gun, Frank Major, Karl Ben, Manuel Ferrara, Max Cortés, Mugur, Nacho Vidal, Ramón Nomar, Scott Nails, Steve Holmes i Toni Ribas. Porzuciła pracę w branży porno w roku 2003 mając za sobą występy w ponad 180 filmach.
Wzięła udział w dramacie dokumentalnym Dziwka (Yo puta, 2004) wg powieści Isabel Pisano z udziałem Daryl Hannah, Denise Richards i Joaquima de Almeidy. 
We wrześniu 2013 roku powróciła do swojej poprzedniej pracy pielęgniarki na specjalistycznym oddziale intensywnej terapii.

## Nagrody i nominacje
| Rok  | Nagroda   | Kategoria                                      | Film                                                                             | Inni wykonawcy | Studio                           | Rezultat  |
| ---- | --------- | ---------------------------------------------- | -------------------------------------------------------------------------------- | --- | -------------------------------- | --------- |
| 2003 | Ninfa     | Najlepsze odkrycie roku                        | Laura w Laura está sola (2003), reż. Conrad Son                                  | – | Conrad Son Company               | Nominacja |
| 2004 | Ninfa     | Najlepsza aktorka drugoplanowa                 | Laura w La Memoria de los peces (La mémoire des poissons, 2004), reż. Conrad Son | – | Conrad Son Company / Manga Films | Wygrana   |
| 2007 | AVN Award | Najlepsza scena seksu POV                      | P.O.V. Centerfolds 3 (2006), reż. Mick Blue                                      | Maria Bellucci i Mick Blue | Zero Tolerance                   | Nominacja |
| 2007 | AVN Award | Najlepsza scena seksu w zagranicznej produkcji | Out Numbered 4 (2006), reż. Erik Everhard                                        | Isabel Ice, Sandra Romain, Kathy Blanche, Karina Play, Jana Mrazkova, Puma Black, Erik Everhard, Steve Holmes i Robert Rosenberg | Jules Jordan Video               | Wygrana   |

## Filmografia
| Rok  | Tytuł                   | Rola                | Reżyser     |
| ---- | ----------------------- | ------------------- | ----------- |
| 2003 | Laura está sola         | Laura               | Conrad Son  |
| 2004 | La memoria de los peces | Laura               | Conrad Son  |
| 2004 | Dziwka (Yo puta)        | w roli samej siebie | María Lidón |